# 홈 (잡지)
홈(영어: Home Magazine)은 1981년부터 2008년까지 미국의 하셰트 필리파키 미디어 U.S.에서 발행되었던 잡지이다.